# Luis Estrada Martínez
Luis Estrada Martínez (Ciutat de Mèxic, 1932-Ciutat de Mèxic, 12 d'abril de 2016) va ser un físic mexicà i pioner de la divulgació científica a Mèxic.

## Joventut
Luis Estrada va néixer a la Ciutat de Mèxic el 1932 sent el major de cinc germans. Els seus pares van propiciar l'interès en l'estudi de tots els germans i a més el gust per la música. Luis va intentar cantar i tocar la guitarra però no es va considerar apte. En canvi va començar a tenir un interès nat en tots els artefactes tecnològics, sobretot en el fenomen de l'electricitat.

## Estudis
A principis de la dècada dels 50, va ingressar a estudiar la carrera de física en la Facultat de Ciències de la Universitat Nacional Autònoma de Mèxic que en aquells dies estava al Palau de Mineria. El 1954 es va incorporar a l'Institut de Física de la UNAM com a ajudant d'investigador. Va iniciar les activitats de divulgació fundant el Cafè-Seminari, el butlletí de la Societat Mexicana de Física i, més tard, la revista Física, marcant un inici per a la divulgació de la ciència a Mèxic.

## Divulgador científic
El 1974 es va convertir en el primer mexicà a obtenir el Premi Kalinga de la UNESCO. Va ser fundador i director de la revista Naturaleza (1968-1985), va ser director del Centre Universitari de Comunicació de la Ciència de 1980 a 1989. El 1990 va estar entre els fundadors de la Societat Mexicana per a la Divulgació de la Ciència i la Tècnica (SOMEDICYT). Va ser membre titular del Seminari de Cultura Mexicana (1988-2009) i exercia com a investigador del Centre de Ciències Aplicades i Desenvolupament Tecnològic (CCADET) de la UNAM.
Entre la seva obra s'explica la publicació de treballs i la participació en reunions i congressos científics (a l'àrea de la física nuclear teòrica), la publicació de treballs i monografies de caràcter didàctic, el dictat de conferències i la participació en taules rodones i congressos. Va ser també organitzador d'activitats de comunicació de la ciència, així com creador i promotor de l'experimentació de noves formes de divulgació de la ciència. Ha participat permanentment en activitats culturals relacionades amb la ciència.
La Societat Mexicana de Divulgació de la Ciència i Tècnica (SOMEDICYT) li va atorgar el Premi Nacional de Divulgació de la Ciència 2011. Fins al dia de la seva defunció va ser titular de la càtedra d'Història de la física en la Facultat de Ciències de la UNAM.
Luis Estrada Martínez va morir en la Ciutat de Mèxic el 12 d'abril de 2016.